# 모라바슬레스코주

모라바슬레스코 주의 위치

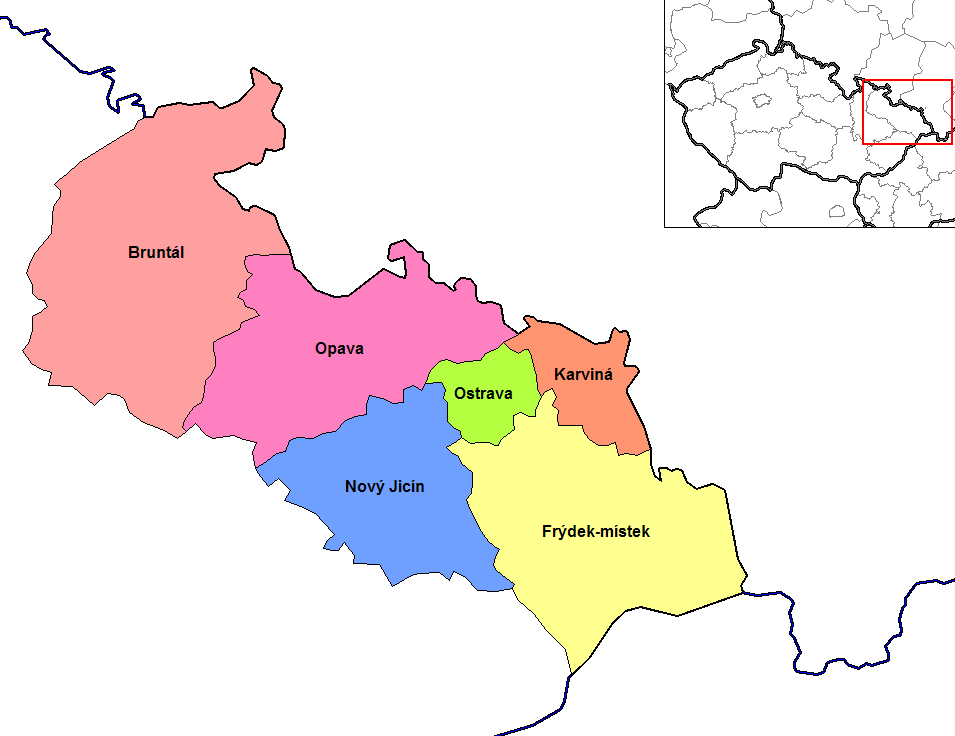
모라바슬레스코 주가 관할하는 구

모라바슬레스코주(체코어: Moravskoslezský kraj 모라프스코슬레스키 크라이[*])는 체코 모라바 지방 북동부와 체코령 실레시아 대부분 지역에 위치한 주로, 주도는 오스트라바이며 면적은 5,445km2, 인구는 1,260,503명(2011년 3월 기준), 인구 밀도는 230명/km2이다. 6개 구(브룬탈구, 프리데크미스테크구, 카르비나구, 노비이친구, 오파바구, 오스트라바 도시구)를 관할한다.
서쪽으로는 올로모우츠 주, 남쪽으로는 즐린 주와 접하며 북쪽으로는 폴란드, 동쪽으로는 슬로바키아와 국경을 접한다.

주기
주 문장